# Cerithium rostratum
Cerithium rostratum là một loài ốc biển, là động vật thân mềm chân bụng sống ở biển thuộc họ Cerithiidae.

## Phân bố
The distribution của Cerithium rostratum bao gồms miền tây miền trung Thái Bình Dương.
- Philippines[2]
- Indonesia[2]
- Guam[2]